# Сент-Эньян, Поль де Бовилье
Поль де Бовилье́ (фр. Paul de Beauvilliers; 24 октября 1648, Сент-Эньян — 31 августа 1714, Вокрессон), герцог де Сент-Эньян, пэр Франции, гранд Испании 1-го класса — французский придворный и государственный деятель.

## Биография
Третий сын Франсуа Онора де Бовилье, герцога де Сент-Эньян, и Антуанетты Сервьен.
Граф де Бюзансуа, де Монтрезор, де Шомон и де Паллюо, сеньор и барон де Ла-Ферте-Юбер, де Ла-Саль-ле-Клери и де Люссе в Босе. Известен как герцог де Бовилье.
Предназначался для духовной карьеры, получил аббатства Сен-Пьер в Шалоне и Сен-Пьер и Сен-Поль в Ферьере. После смерти старшего брата Франсуа, графа де Сери, оставил духовное сословие и принял титул графа де Сент-Эньяна.
После отставки отца стал первым дворянином Палаты короля (10.12.1666). Кампмейстер и бригадир кавалерии (1669). В 1671 году направлен чрезвычайным послом в Лондон с соболезнованиями королю Карлу II по случаю смерти герцогини Орлеанской.
17 февраля 1679 отец отказался в его пользу от герцогства-пэрии и Поль принял титул герцога де Бовилье, оставив отцу титул герцога Сент-Эньяна. 2 марта 1680 был принят в Парламенте в качестве пэра, в 1685 году принес королю оммаж за герцогство-пэрию и баронии Ла-Ферте-Юбер и Люссе.
В декабре 1685 назначен шефом Королевского совета финансов, на место покойного маршала Вильруа. Был единственным потомственным аристократом, допущенным к этой должности, на которую обычно назначали представителей служилого дворянства, и которая давала доход в 100 тыс. ливров в год. После смерти отца получил губернаторства Гавр-де-Граса, Лоша и Больё (1687) и должность великого землеустроителя Франции.
В декабре 1688 выбран для сопровождения дофина в его первой кампании. 31 декабря был пожалован в рыцари орденов короля. Назначен воспитателем герцога Бургундского, первым дворянином его Палаты, великим магистром его гардероба (6.08.1689).
25 августа 1690 назначен воспитателем, первым дворянином Палаты и сюринтендантом дома герцога Анжуйского, а 24 августа 1693 — герцога Беррийского. В качестве воспитателя принцев тесно сотрудничал с аббатом Фенелоном. В августе 1691 призван в Королевский совет в качестве государственного министра.
В декабре 1700 вместе с маршалом Ноаем сопровождал нового короля Испании и его братьев до испанской границы. В следующем году одним из первых был пожалован в рыцари ордена Золотого руна и 25 апреля того же года получил достоинство гранда Испании 1-го класса. Это достоиноство было установлено для него и его наследников по графству Бюзансуа 3 июня, 24 сентября и 14 октября 1701, что было подтверждено королевским патентом 19 декабря и жалованной грамотой в феврале 1702, зарегистрированной Парижской счетной палатой 14 февраля.
25 октября 1702 барония Ла-Саль-ле-Клери и земля Ла-Лардьер были объединены с герцогством Сент-Эньян.
Лишившись сыновей, 2 декабря 1706 отказался от герцогства-пэрии в пользу брата Поля-Ипполита.
Умер в своем загородном доме в Вокрессоне близ Версаля после долгой болезни. Был погребен в бенедиктинском монастыре Монтаржи, где семеро его дочерей были монахинями.

## Семья
Жена (21.01.1671): Генриетта-Луиза Кольбер (ок. 1657—19.09.1733), дочь Жана-Батиста Кольбера, маркиза де Сеньеле, и Мари Шаррон де Менар. Объявила своим универсальным наследником внука, герцога Шарля-Огюста де Рошешуар-Мортемара
Дети:
- Мари-Франсуаза (1672—10.1674)
- Мари-Антуанетта (р. 29.01.1679), монахиня в бенедиктинском монастыре Монтаржи (10.1696), бессменная приоресса
- Мари-Женевьева (р. 6.03.1680), называемая мадемуазель де Сери, затем монахиня в Монтаржи под именем Святой Марии Анны Иисусовой
- Мари-Луиза (9.08.1681—9.04.1710 (отец Ансельм) или 9.04.1717 (Морери), называемая мадемуазель де Монтиньи, затем монахиня вместе с сестрами под именем Святой Схоластики
- Мария Тереза (р. 22.10.1683), называемая мадемуазель де Лаферте, затем монахиня вместе с сестрами под именем Святой Гертруды, затем бессменная приоресса бенедиктинского монастыря Шан-Бенуа, переведенного в Провен
- Мария-Генриетта (14.04.1685—4.09.1718, Париж). Муж (29.12.1703, с церковного разрешения): Луи де Рошешуар (1681—1746), герцог де Мортемар, ее двоюродный брат
- Мари-Поль (р. 9.04.1686), называемая мадемуазель де Бюзансуа, монахиня вместе с сестрами под именем Госпожи детства Иисусова
- Мари (р. 19.09.1687), называемая мадемуазель де Монтрезор, монахиня вместе с сестрами под именем Госпожи Серафимы
- Мари-Франсуаза (24.09.1688—1.1716), называемая мадемуазель д'Аржи, монахиня вместе с сестрами под именем Святой Цецилии
- Луи (10.02.1690, Версаль — 2.12.1705), умер от оспы
- сын (р. 4.1691), предназначался для Мальтийского ордена
- Поль-Жан-Батист (10.08.1692—5.11.1705), граф де Сери
- Жан-Батист-Жозеф (9.08.1693—1694), маркиз де Бовилье